# フック (打撃)
フック（英: Hook）とは、ボクシングなどを始めとした拳による殴打技が認められている格闘技、及び武術・武道で使われる基本的なパンチングの1種である。
目標に対して自身の体の外側から内側へ向かう、曲線的な軌道を描く横からのパンチを指す。武術・武道では打ち技に分類され、呼称が異なる場合が多い。
最大の特徴は射程が短い事である。これは、ストレートでは十分な威力を発揮できない超至近距離においても十分な威力を持った打撃を加えることができることを意味する。
他のメリットとしては、遠心力による威力の増加を望める事、角度や距離によっては相手の死角から攻撃できる事が挙げられる。
デメリットとしては、構造上２アクション必要なため、ストレートなどの直線的なパンチよりも出が遅くなる事や届く距離が短い事、ボクシングなどでは反則となるオープンブローになりやすい事などが挙げられる。
頭部を狙う他、ボディブロー、カウンターなど様々な目的で使用される。